# Wolf Klinz
Wolf Klinz (n. 13 septembrie 1941, Viena, Germania Nazistă) este un om politic german, membru al Parlamentului European în perioada 2004-2009 din partea Germaniei.